# Benigno Chirinos
Benigno Hildebrando Chirinos Sotelo (Lima, 29 de mayo de 1950) es un líder sindical y político peruano. Actualmente se desempeña como presidente de la Confederación de Trabajadores del Perú. Es miembro del Partido Aprista Peruano y se desempeña como secretario político desde el año 2017. Fue también senador durante el disuelto periodo 1990-1992.

## Biografía
Benigno Chirinos nació en la ciudad de Lima, el 29 de mayo de 1950. Fue hijo de Néstor Chirinos y de Guillermina Sotelo.
Durante su juventud se dedico al ámbito sindical, siendo miembro y luego presidente de la Confederación de Trabajadores del Perú (CTP).
En la política incursiona como militante del Partido Aprista Peruano, cuyo líder y fundador fue Víctor Raúl Haya de la Torre. En el año 1980 participó sin éxito como candidato a regidor del distrito de El Agustino.
En 1990 fue elegido como senador para el periodo 1990-1995. Sin embargo, su cargo fue disuelto el día 5 de abril de 1992 tras el autogolpe de Estado del presidente Alberto Fujimori, en la cual Chirinos se volvió opositor al régimen fujimorista hasta su caída en el año 2000.
Postuló en el año 1995 al Congreso de la República sin resultar elegido.
En octubre del 2019, Benigno Chirinos fue elegido en la dirigencia del Partido Aprista Peruano como secretario general político, siendo presidente el exdiputado César Trelles Lara tras el deceso de Alan García.